# Кораблёв, Константин Иванович
Константин Иванович Кораблёв (21 мая 1903, д. Овсянниково, Владимирская губерния — 7 декабря 1941, п. Икша, Московская область) — Герой Советского Союза, командир взвода противотанковых орудий 222-го стрелкового полка (49-я стрелковая дивизия, 13-я армия), лейтенант.

## Биография
Родился 8 (21) мая 1903 в деревне Овсянниково Шуйского уезда Владимирской губернии (ныне Шуйского района Ивановской области) в семье крестьянина. Русский. Окончил 3 класса церковно-приходской школы в селе Дунилово. Потом выучился сапожному делу у сапожника-кустаря в деревне Савкино, некоторое время трудился сапожником, кустарём-одиночкой. Вскоре перешёл на работу в Дуниловский волисполком делопроизводителем.
В 1925 году был призван в Красную Армию. Окончил годичную школу младшего начсостава в 14-м артиллерийском полку в городе Шуе. Вернувшись к мирной жизни, остался жить в Шуе. Член ВКП(б) с 1929 года. Окончил совпартшколу, руководил партийной организацией Шуйско-Новинской фабрики, работал на лесозаготовках в Нейском районе. Ежегодно призывался на военные сборы, в 1938 году ему было присвоено звание лейтенант.
Весной 1939 года был вновь призван в Армию. Участвовал в походе советских войск в Западную Украину и Белоруссию.
Участник войны с Финляндией 1939—1940 годов. Лейтенант Кораблёв отличился в боях в районе высоты «Груша». 8—14 февраля 1940 года, действуя в боевых порядках, взвод вёл огонь прямой наводкой, уничтожая огневые точки противника, а также снайперов-автоматчиков.
По окончании боевых действия по рекомендации маршала Тимошенко поступил в Военно-политическую академию им. В. И. Ленина. Окончил 1 курс факультета арт-мото-механизации. В начале июня 1941 года был отозван из отпуска. Начало Великой Отечественной войны встретил в должности помощника начальника мобилизационно-планового отдела Московского военного округа. Когда враг подошёл к столице, ушёл на фронт.
В составе 511-го гаубичного артиллерийского полка защищал Москву, участвовал в контрнаступлении. Погиб 7 декабря 1941 года в деревне Спас-Каменка. В избу, где располагался штаб полка, попала авиабомба. Был похоронен в деревне Ртищево, в 1960 году перезахоронен в братской могиле в посёлке Икша Дмитровского района Московской области.

## Награды
- Указом Президиума Верховного Совета СССР от 7 апреля 1940 года за образцовое выполнение боевых заданий командования на фронте борьбы с финской белогвардейщиной и проявленные при этом доблесть и мужество лейтенанту Кораблёву Константину Ивановичу присвоено звание Героя Советского Союза с вручением ордена Ленина и медали «Золотая Звезда» (№ 401). Предположительно, лейтенант Кораблёв после награждения в 1940 году — .

## Память
- Именем Героя в селе Дунилово названа улица.